# 1-я танковая дивизия (вермахт)
1-я танковая дивизия (нем. 1. Panzer-Division) — тактическое соединение сухопутных войск вооружённых сил нацистской Германии. Принимала участие во Второй мировой войне.

## История формирования дивизии

### Место постоянной дислокации дивизии
Веймар (IX военный округ).
1-я танковая дивизия была сформирована 15 октября 1935 года на базе 3-й кавалерийской дивизии со штаб-квартирой в Веймаре.
В состав 1-й танковой дивизии, первоначально входили 1-я моторизованная бригада (1-й моторизованный полк и 1-й мотоциклетный батальон) и 1-я танковая бригада (1-й и 2-й танковые полки), а также 73-й артиллерийский полк и различные  подразделения дивизии..
Большую часть личного состава дивизии составляли уроженцы Тюрингии. Значительную часть личного состава составляли также саксонцы и пруссаки.
В 1938 году дивизия приняла участие в учениях с 16-м армейским моторизованным корпусом, в то время уже полностью моторизованным. К началу польской кампании дивизия была одной из шести танковых в вермахте. Она входила в состав 16-го армейского моторизованного корпуса, 10-й армии, группы армий «Юг», и была развёрнута в Верхней Силезии.
1 сентября 1939 года 16-й армейский моторизованный корпус во главе с 1-й и 4-й танковыми дивизиями начал наступать на северо-восток, быстро проникая вглубь польской территории по направлению к Варшаве. 16—20 сентября корпус удачно отбивал контратаки у Бзуры, а вскоре взятые в 2 кольца польские войска сдались.
В мае 1940 1-я танковая дивизия вошла в состав 19-го армейского (моторизованного) корпуса Гудериана для нападения на Францию. Корпус первым преодолел Арденны и, прорвавшись через Седан, 16 мая продолжил наступление в направлении Ла-Манша. 1-я танковая дивизия находилась в 25 километрах от Дюнкерка, переполненного отступающими британцами, однако Гитлер, к ярости Гудериана, приказал остановиться («Чудо в Дюнкерке»). Дивизия была направлена на юго-восток, к линии Эны. 12 июня оборона была прорвана, и дивизия быстро достигла Бельфора, завершив окружения частей, защищающих линию Мажино.
1 октября 1-я танковая дивизия была реорганизована в связи с реформой танковых соединений вермахта, заключённой в увеличении количества танковых дивизий путём уменьшения количества танков в каждой дивизии. У дивизии отобрали 2-й танковый полк и другие отдельные части, которые составили костяк 16-й танковой дивизии. В качестве компенсации, в состав 1-й танковой вошёл 113-й охранный полк.

### На Восточном фронте
К нападению на СССР 22 июня 1941 года 1-я танковая дивизия входила в 41-й армейский моторизованный корпус, 4-ю танковую группу, группу армий «Север».
| № части                          | Pz. I (pio) | Pz. II | Pz. III (5 cm) | Pz. IV | Pz.Bef.Wg. I | Pz.Bef.Wg. III | 15 cm sIG (sfl) | Всего |
| -------------------------------- | ----------- | ------ | -------------- | ------ | ------------ | -------------- | --------------- | ----- |
| 1-й танковый полк                |             | 43     | 71             | 20     | 2*           | 9              |                 | 145   |
| 37-й саперный батальон           | 11          |        |                |        |              |                |                 | 11    |
| 706-я рота пехотных орудий (САУ) |             |        |                |        |              |                | 6               | 6     |
| Всего                            | 11          | 43     | 71             | 20     | 2            | 9              | 6               | 162   |

*В другом источнике указывается 3 Pz.Bef.Wg. I
Молниеносное наступление привело дивизию 14 июля к Луге, в 110 километрах от Ленинграда.
9-10 июля под Псковом с боевой группой 1-й танковой дивизии сражался 3-й мотострелковый полк РККА, который был окружён и вынужден был прорываться вдоль Ленинградского шоссе. К вечеру 10 июля полк отошёл в район к Комарино.
В 7.50 11 июля, после мощной артподготовки и массированной бомбардировки советских позиций у Комарино 1-я танковая дивизия вермахта стала продвигаться вдоль шоссе на Ленинград. В районе Комарино — Новоселье — Лудони силами 3-го мотострелкового полка и 9-го погранотряда она была задержана на несколько часов. Неоднократные атаки немцев отбивались с большими потерями. В 11.25 1-й мотострелковый полк, танки и самоходные орудия вермахта прорвались через позиции пограничников, вышли на рубеж Лудони — Шабаново, и вступили в бой с 3-м мотострелковым полком в Лудонях и Новоселье. К 13.00 1-й мотоциклетно-стрелковый батальон, прорвал оборону пограничников на правом фланге позиции и вышел на рубеж Пашково — Лудони, охватив 3-й полк в Новоселье и Лудонях. Севернее Лудоней немецкие мотоциклисты разгромили полевую батарею. К 15-17 часам бои разгорелись у КП 3-го полка севернее Лудоней, у Шабаново и Велени.
С 8.00 12 июля 1-я и 6-я германские танковые дивизии, осуществив перегруппировку сил, атаковали советские позиции. 1-я танковая дивизия вермахта при поддержке танков, артиллерии и авиации в ожесточённых боях с 3-м мотострелковым полком и разведывательным батальоном 90-й стрелковой дивизии к 13.00 оттеснила советские войска из Новоселья и Лудоней. Мотострелки неоднократно, но безрезультатно контратаковали врага. Во второй половине дня части 90-й дивизии стали отходить к Николаево. 3-й полк прикрывал отход, ведя арьергардные бои. В течение часа шёл бой у смолокурни Смоляники. После тяжёлого боя в 17.30 была оставлена деревня Николаево. Остатки 90-й дивизии и 3-го полка отошли к Заполью.
В 10.00 14 июля 3-й мотострелковый и 483-й стрелковый полки группы Родина перешли в наступление. По немецкой танковой колонне 1-й танковой дивизии, растянувшейся от Петрилово до Которска, нанесли удар три батальона: 3-й мотострелковый от Серебрянки на Лямцево, Захонье, М.Плюссу; 2-й мотострелковый от Б.Лужок на Борки, Лешевицы и М.Плюссу; 2-й стрелковый — от Заполья на Которск. Мотострелков поддерживали по взводу приданных танков БТ-5 из состава 24-й танковой дивизии. 3-й мотострелковый полк при поддержке танков БТ, разгромив охранный батальон, роту немецких сапёров и противотанковую роту к 18.00 овладел станцией Плюсса и захватил плацдарм. 1-я танковая дивизия оказалась разрезанной на две части.
В 4.40 15 июля от Которска во фланг по мотострелкам нанесли удар германские танки 1-го танкового полка. К полудню, они, вместе со стрелками и сапёрами прорвались к станции Плюсса, заставив мотострелков отойти на восточный берег реки. Оставив заслон у М. Плюссы, немецкий отряд в 14.00 покинул ст. Плюссу и стал продвигаться к Лядам. На место 1-й танковой стали прибывать подразделения 269-й пехотной дивизии.
На реке Луга 1-я танковая дивизия вела тяжёлые бои 3 недели, пытаясь прорваться к Ленинграду. В августе, подтянув пехотные соединения, немцам удалось продолжить наступление.
8 сентября город был окружён. Однако 18 сентября готовящийся к атаке 41-й армейский моторизованный корпус, а вместе с ним и 1-я танковая дивизия, был отведён с ленинградского фронта. 2 октября корпус присоединился к штурму Москвы в составе 3-й танковой группы группы армий «Центр».
В ходе немецкого наступления 13 октября 1941 года 1-я танковая дивизия наступала против 5-й стрелковой дивизии. 
19 октября 1941 года части 1-й танковой дивизии 3-й танковой группы, двигавшиеся из Калинина в сторону Торжка, вынуждены были отойти в связи с появлением на дороге перед Торжком крупных сил советских войск.
1-я танковая дивизия подошла ближе всех других немецких частей к Москве, достигнув Белого Раста. Зимой дивизия сначала защищала от контрнаступления сибиряков Клин, затем корпус оборонялся от наступления на Ржев.

## Командующие
- генерал кавалерии Максимилиан фон Вейхс (1 октября 1935 — 30 сентября 1937)
- генерал-лейтенант Рудольф Шмидт (1 октября 1937 — 17 ноября 1939)
- генерал-майор Фридрих Кирхнер (17 ноября 1939 — 16 июля 1941)
- генерал-майор Вальтер Крюгер (17 июля 1941 — 31 декабря 1943)
- генерал-майор Рихард Колль (1 января 1944 — 19 февраля 1944)
- полковник Вернер Маркс (19 февраля 1944 — 25 сентября 1944)
- полковник Эберхард Тунерт (25 сентября 1944 — 8 мая 1945)

## Организация
- 1-я танковая бригада
  - 1-й танковый полк (Panzer-Regiment 1)
    - 1-й танковый батальон (до июля 1941, восстановлен в январе 1943)
    - 2-й танковый батальон

  - до октября 1940 года 2-й танковый полк (Panzer-Regiment 2)
    - 1-й танковый батальон
    - 2-й танковый батальон
- 1-я пехотная бригада
  - 1-й пехотный полк (Schützen-Regiment 1), в июле 1941 переименован в 1-й моторизованный пехотный полк
    - 1-й пехотный батальон
    - 2-й пехотный батальон
    - 3-й пехотный батальон (с октября 1939 по ноябрь 1940)

  - 113-й пехотный полк (Schützen-Regiment 113), в июле 1941 переименован в 113-й моторизованный пехотный полк
    - 1-й пехотный батальон (с ноября 1940)
    - 2-й пехотный батальон (с февраля 1941)

  - 1-й мотоциклетный батальон (Kradschützen-Bataillon 1)
- 73-й артиллерийский полк (Artillerie-Regiment 73)
  - 1-й артиллерийский батальон
  - 2-й артиллерийский батальон
  - 3-й артиллерийский батальон (с 1941)
- 4-й разведывательный батальон
- 37-й противотанковый батальон
- с 1943 года 299-й дивизион ПВО (Heeres-Flak-Abteilung 299)
- 37-й инженерный батальон (Pionier-Bataillon 37)
- 1009-й резервный пехотный батальон
- 37-й батальон связи (Nachrichten-Abteilung 37)

## Награждённые Рыцарским крестом Железного креста

### Рыцарский Крест Железного креста (31)
- Фридрих Кирхнер, 20.05.1940 — генерал-лейтенант, командир 1-й танковой дивизии
- Герман Бальк, 03.06.1940 — оберстлейтенант, командир 1-го стрелкового полка
- Франц граф фон Бельгард, 28.11.1940 — капитан, командир 3-й роты 4-го танкового разведывательного батальона
- Вильгельм Зёт, 28.11.1940 — капитан, командир 2-го дивизиона 56-го артиллерийского полка
- Эрнст Филипп, 28.11.1940 — обер-лейтенант, командир 4-й роты 1-го танкового полка
- Йозеф-Франц Экингер, 17.03.1941 — капитан, командир 2-го батальона 1-го стрелкового полка
- Харальд Криг, 15.07.1941 — обер-лейтенант, командир 4-й роты 1-го стрелкового полка
- Вальтер Крюгер, 15.07.1941 — генерал-майор, командир 1-й стрелковой бригады
- Вернер Пфитцер, 19.07.1941 — лейтенант, командир штурмовой группы 3-й роты 113-го стрелкового полка
- Хайнц Кирхнер, 29.09.1941 — лейтенант резерва, командир взвода 1-й роты 113-го стрелкового полка
- Рольф Фромме, 29.09.1941 — лейтенант, командир 3-й роты 1-го танкового полка
- Хайнц Фрич, 18.10.1941 — унтер-офицер 2-й роты 37-го танкового сапёрного батальона
- Георг Файг, 04.12.1941 — обер-лейтенант резерва, командир 3-й роты 113-го стрелкового полка
- Венд фон Витерсхайм, 10.02.1942 — оберстлейтенант, командир 113-го стрелкового полка
- Рудольф Хольсте, 06.04.1942 — полковник, командир 73-го артиллерийского полка
- Петер-Экхард Гилов, 14.09.1942 — обер-лейтенант, командир 2-й роты 1-го танкового полка
- Георг Шефер, 17.12.1942 — фельдфебель, командир взвода 2-й роты 1-го танкового полка
- Ганс Штриппель, 22.01.1943 — обер-фельдфебель, командир взвода 2-й роты 1-го танкового полка
- Карл-Хайнрих Финк, 20.02.1943 — лейтенант, адъютант 2-го батальона 113-го моторизованного полка
- Эрнст-Иоахим Брадель, 15.12.1943 — оберстлейтенант, командир 113-го моторизованного полка
- Герман Кунц, 17.12.1943 — лейтенант, командир взвода 2-й батареи 37-го противотанкового батальона
- Отто Штодик, 31.01.1944 — обер-лейтенант, командир 5-й роты 1-го танкового полка
- Эрнст Лёш, 14.05.1944 — майор, командир 1-го батальона 1-го моторизованного полка
- Карл Ноймайстер, 04.06.1944 — полковник, командир 1-го моторизованного полка
- Альфред Вояк, 09.06.1944 — обер-лейтенант, командир 11-й батареи 73-го артиллерийского полка
- Хельмут Хупперт, 23.08.1944 — майор, командир 1-го танкового разведывательного батальона
- Хелльмут Кёлер, 03.11.1944 — капитан резерва, командир 1-го танкового разведывательного батальона
- Отто Виземанн, 11.12.1944 — фельдфебель, командир взвода 1-й роты 1-го танкового полка
- Альфред Ритц, 11.12.1944 — капитан, командир 1-го батальона 1-го моторизованного полка
- Эберхард Тунерт, 01.02.1945 — генерал-майор, командир 1-й танковой дивизии
- Эрвин Болькен, 17.03.1945 — фельдфебель, командир взвода 1-й роты 1-го танкового полка

### Рыцарский Крест Железного креста с Дубовыми листьями (5)
- Йозеф-Франц Экингер (№ 48), 31.12.1941 — майор, командир 1-го батальона 113-го стрелкового полка
- Венд фон Витерсхайм (№ 176), 12.01.1943 — полковник, командир 113-го моторизованного полка
- Вальтер Крюгер (№ 373), 24.01.1944 — генерал-лейтенант, командир 1-й танковой дивизии
- Ганс Штриппель (№ 485), 04.06.1944 — обер-фельдфебель, командир взвода 4-й роты 1-го танкового полка
- Вернер Маркс (№ 593), 21.09.1944 — генерал-майор, командир 1-й танковой дивизии

## Прочие факты
- С августа по декабрь 1941 года  в лёгком зенитном дивизионе дивизии служил офицером будущий Федеральный канцлер ФРГ Гельмут Шмидт.